# WTA Tour Championships 2013 – ženská dvouhra
Soutěže ženské dvouhry na Turnaji mistryň 2013 v Istanbulu se účastnilo osm nejlepších tenistek v klasifikaci žebříčku WTA Race. Obhájkyní titulu byla americká světová jednička a trojnásobná vítězka Serena Williamsová, když na předchozí tři tituly dosáhla v letech 2001, 2009 a 2012.
Třetí hráčka žebříčku Maria Šarapovová se z turnaje odhlásila pro zranění ramena a 11. října ji nahradila Němka Angelique Kerberová.
Soutěž počtvrté vyhrála nejvýše nasazená Serena Williamsová, když ve finále zdolala čínskou turnajovou čtyřku Li Nu po třísetovém průběhu. Podruhé v řadě tak na turnaji neztratila žádný zápas a upevnila si pozici světové jedničky. Williamsová se čtvrtým titulem zařadila na dělené třetí místo, když vyrovnala počet výher Chris Evertové. Číňanka se v následné pondělní klasifikaci WTA poprvé v kariéře posunula na 3. místo.

## Nasazení hráček
1. Serena Williamsová (vítězka, 1 500 bodů, 2 145 000 USD)
2. Viktoria Azarenková (základní skupina, 370 bodů, 275 000 USD)
3. Agnieszka Radwańská (základní skupina, 210 bodů, 135 000 USD)
4. Li Na (finále, 1 050 bodů, 1 090 000 USD)
5. Petra Kvitová (semifinále, 530 bodů, 451 500 USD)
6. Sara Erraniová (základní skupina, 370 bodů, 275 000 USD)
7. Jelena Jankovićová (semifinále, 370 bodů, 311 500 USD)
8. Angelique Kerberová (základní skupina, 370 bodů, 275 000 USD)

## Náhradnice
1. Caroline Wozniacká (nenastoupila, 0 bodů, 50 000 USD)
2. Sloane Stephensová (nenastoupila, 0 bodů, 50 000 USD)

## Soutěž
| Legenda                                                       |                                                                        |                                                   |
| - Q – kvalifikant - WC – divoká karta - LL – šťastný poražený | - Alt – náhradník - SE – zvláštní výjimka - PR/SR – žebříčková ochrana | - w/o – bez boje - r – skreč - d – diskvalifikace |

### Finálová fáze
|  | Semifinále | Semifinále         | Semifinále | Semifinále | Semifinále |   |       | Finále             | Finále | Finále | Finále | Finále |
|  |            |                    |            |            |            |   |       |                    |        |        |        |        |
|  | 1          | Serena Williamsová | 6          | 2          | 6          |   |       |                    |        |        |        |        |
|  | 7          | Jelena Jankovićová | 4          | 6          | 4          |   |       |                    |        |        |        |        |
|  | 7          | Jelena Jankovićová | 4          | 6          | 4          |   | 1     | Serena Williamsová | 2      | 6      | 6      |        |
|  |            |                    |            |            |            |   | 1     | Serena Williamsová | 2      | 6      | 6      |        |
|  |            | 4                  | Li Na      | 6          | 3          | 0 |       |                    |        |        |        |        |
|  | 4          | 4                  | Li Na      | 6          | 3          | 0 | Li Na | 6                  | 6      |        |        |        |
|  | 4          |                    |            |            |            |   | Li Na | 6                  | 6      |        |        |        |
|  | 5          | Petra Kvitová      | 4          | 2          |            |   |       |                    |        |        |        |        |

### Červená skupina
|    |                     | Williamsová | Radwańská | Kvitová        | Kerberová      | Zápasy V/P | Sety V/P     | Hry V/P        | Pořadí |
| 1. | Serena Williamsová  |             | 6–2, 6–4  | 6–2, 6–3       | 6–3, 6–1       | 3–0        | 6–0 (100 %)  | 36–15 (70,5 %) | 1.     |
| 3. | Agnieszka Radwańská | 2–6, 4–6    |           | 4–6, 4–6       | 2–6, 2–6       | 0–3        | 0–6 (0 %)    | 18–36 (33,3 %) | 4.     |
| 5. | Petra Kvitová       | 2–6, 3–6    | 6–4, 6–4  |                | 63–7, 6–2, 6–3 | 2–1        | 4–3 (57,1 %) | 35–32 (52,2 %) | 2.     |
| 8. | Angelique Kerberová | 3–6, 1–6    | 6–2, 6–2  | 7–63, 2–6, 3–6 |                | 1–2        | 3–4 (42,8 %) | 28–34 (45,1 %) | 3.     |

Pořadí bylo určeno na základě následujících kritérií: 1) počet vyhraných utkání; 2) počet odehraných utkání; 3) vzájemný poměr utkání u dvou hráček se stejným počtem výher; 4) procento vyhraných setů, procento vyhraných her u třech hráček se stejným počtem výher; 5) rozhodnutí řídící komise.
- V/P – poměr výher/proher daného parametru

### Bílá skupina
|    |                     | Azarenková | Li Na         | Erraniová | Jankovićová   | Zápasy V/P | Sety V/P     | Hry V/P        | Pořadí |
| 2. | Viktoria Azarenková |            | 2–6, 1–6      | 7–64, 6–2 | 4–6, 3–6      | 1–2        | 2–4 (33,3 %) | 23–32 (41,8 %) | 4.     |
| 4. | Li Na               | 6–2, 6–1   |               | 6–3, 7–65 | 6–3, 2–6, 6–3 | 3–0        | 6–1 (85,7 %) | 39–24 (61,9 %) | 1.     |
| 6. | Sara Erraniová      | 64–7, 2–6  | 3–6, 65–7     |           | 6–4, 6–4      | 1–2        | 2–4 (33,3 %) | 29–34 (46,0 %) | 3.     |
| 7. | Jelena Jankovićová  | 6–4, 6–3   | 3–6, 6–2, 3–6 | 4–6, 4–6  |               | 1–2        | 3–4 (42,9 %) | 32–33 (49,2 %) | 2.     |

Pořadí bylo určeno na základě následujících kritérií: 1) počet vyhraných utkání; 2) počet odehraných utkání; 3) vzájemný poměr utkání u dvou hráček se stejným počtem výher; 4) procento vyhraných setů, procento vyhraných her u třech hráček se stejným počtem výher; 5) rozhodnutí řídící komise.
- V/P – poměr výher/proher daného parametru